# Christ Tiéhi
Christ Joël Tiéhi (Parigi, 16 giugno 1998) è un calciatore francese naturalizzato ivoriano, centrocampista del Diósgyőr.

## Biografia
È figlio di Joël Tiéhi, ex calciatore della nazionale ivoriana.

## Carriera

### Club
Prodotto delle giovanili dell'Havre, il 17 maggio 2018 ha firmato il suo primo contratto da professionista con il club. Ha esordito in prima squadra il 14 agosto 2018, giocando l'incontro di Coupe de la Ligue vinto 2-0 contro il Bourg-en-Bresse.
Il 23 settembre 2019 si è trasferito al Woking. Il 12 ottobre 2019 è stato ceduto in prestito al Tonbridge Angels, nello stesso giorno ha esordito con la squadra nella vittoria per 5-1 contro il Braintree Town. Il 6 febbraio 2020 viene ceduto a titolo definitivo al Tonbridge Angels fino al termine della stagione. Il 21 settembre 2020, nonostante avesse esteso il contratto per la stagione 2020-2021, ha fatto ritorno in Francia per motivi personali.
Il 21 novembre 2020 firma con i cechi dell'Opava, esordendo nella sconfitta casalinga per 6-0 contro lo Slavia Praga. L'11 agosto 2021 ha segnato la sua prima rete con la squadra, nella vittoria casalinga per 9-0 contro il Bohumín nella Coppa della Repubblica Ceca. Ha collezionato in totale 26 presenze e due reti tra campionato e coppa, prima di lasciare il club nel settembre del 2021.
Il 7 settembre 2021, a seguito della retrocessione dell'Opava, si è accasato allo Slovan Liberec, con il quale ha esordito quattro giorni più tardi nel pareggio per 2-2 contro il Pardubice.

### Nazionale
Con la nazionale ivoriana Under-20 ha preso parte al Torneo di Tolone nel 2017.

## Statistiche

### Presenze e reti nei club
Statistiche aggiornate al 1º aprile 2023.
| Stagione            | Squadra           | Campionato        | Campionato | Campionato | Coppe nazionali | Coppe nazionali | Coppe nazionali | Coppe continentali | Coppe continentali | Coppe continentali | Altre coppe | Altre coppe | Altre coppe | Totale | Totale |
| Stagione            | Squadra           | Comp              | Pres       | Reti       | Comp            | Pres            | Reti            | Comp               | Pres               | Reti               | Comp        | Pres        | Reti        | Pres   | Reti   |
| ------------------- | ----------------- | ----------------- | ---------- | ---------- | --------------- | --------------- | --------------- | ------------------ | ------------------ | ------------------ | ----------- | ----------- | ----------- | ------ | ------ |
| 2015-2016           | Le Havre 2        | CFA2              | 4          | 0          |                 | -               | -               |                    | -                  | -                  |             | -           | -           | 4      | 0      |
| 2016-2017           | Le Havre 2        | CFA               | 3          | 0          |                 | -               | -               |                    | -                  | -                  |             | -           | -           | 3      | 0      |
| 2017-2018           | Le Havre 2        | N2                | 21         | 0          |                 | -               | -               |                    | -                  | -                  |             | -           | -           | 21     | 0      |
| 2018-2019           | Le Havre 2        | N2                | 23         | 3          |                 | -               | -               |                    | -                  | -                  |             | -           | -           | 23     | 3      |
| Totale Le Havre 2   | Totale Le Havre 2 | Totale Le Havre 2 | 51         | 3          |                 | -               | -               |                    | -                  | -                  |             | -           | -           | 51     | 3      |
| 2018-2019           | Le Havre          | L2                | 0          | 0          | CF+CdL          | 0+2             | 0               |                    | -                  | -                  |             | -           | -           | 2      | 0      |
| set.-ott. 2019      | Woking            | NL                | 1          | 0          | FACup           | -               | -               |                    | -                  | -                  | FAT         | -           | -           | 1      | 0      |
| ott. 2019-2020      | Tonbridge Angels  | NLS               | 14         | 1          | FACup           | -               | -               |                    | -                  | -                  | FAT         | 2           | 0           | 16     | 1      |
| nov. 2020-2021      | Opava             | 1L                | 19         | 0          | CRC             | 0               | 0               |                    | -                  | -                  |             | -           | -           | 19     | 0      |
| lug.-ago. 2021      | Opava             | 2L                | 6          | 1          | CRC             | 1               | 1               |                    | -                  | -                  |             | -           | -           | 7      | 2      |
| Totale Opava        | Totale Opava      | Totale Opava      | 25         | 1          |                 | 1               | 1               |                    | -                  | -                  |             | -           | -           | 26     | 2      |
| ott. 2021-mag. 2022 | Slovan Liberec B  | 3L                | 2          | 0          |                 | -               | -               |                    | -                  | -                  |             | -           | -           | 2      | 0      |
| set. 2021-2022      | Slovan Liberec    | 1L                | 20+2       | 0          | CRC             | -               | -               |                    | -                  | -                  |             | -           | -           | 22     | 0      |
| ott. 2022           | Slavia Praga B    | 2L                | 1          | 0          |                 | -               | -               |                    | -                  | -                  |             | -           | -           | 1      | 0      |
| lug.-dic. 2022      | Slavia Praga      | 1L                | 13         | 1          | CRC             | 1               | 0               | UECL               | 12                 | 1                  |             | -           | -           | 26     | 2      |
| gen.-giu. 2023      | Wigan             | FLC               | 12         | 0          | FACup+CdL       | 0               | 0               |                    | -                  | -                  |             | -           | -           | 12     | 0      |
| Totale carriera     | Totale carriera   | Totale carriera   | 141        | 6          |                 | 4               | 1               |                    | 12                 | 1                  |             | 2           | 0           | 159    | 8      |